# Lílio
Lílio (em latim: Lilius ou Lillis; em grego medieval: Λίλλις ou Λίλιος; romaniz.: Líllis ou Lílios) foi um oficial bizantino do final do século VI e começo do século VII.

## Vida

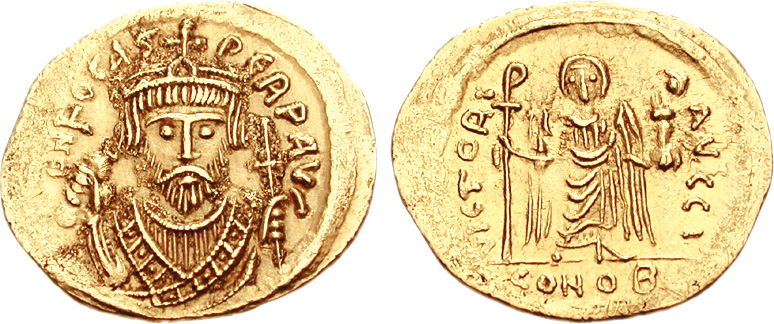
Soldo de Focas r.

É citado pela primeira vez num fragmento de João de Antioquia. No fragmento, Alexandre e Lílio são enviado como embaixadores ao imperador Maurício (r. 582–602) em Constantinopla. Eram aparentemente representantes de Focas e o exército revoltoso da Trácia, fazendo-os assim rebeldes. Em 27 de novembro, Lílio foi o agente enviado para assassinar Maurício e seus filhos; retornou a Focas em Hebdomo com suas cabeças e anuncia o feito ao exército. Em março/abril de 603, foi enviado à Pérsia para anunciar a ascensão de Focas ao xá Cosroes II (r. 590–628). Foi cumprimentado por Germano em Dara e avança à Pérsia, onde foi preso enquanto o xá se preparava à guerra.